# 지바 고즈에
지바 고즈에(일본어: 千葉 梢恵, 1991년 10월 7일 ~ )는 일본의 여자 축구 선수이다.

## 구단 경력
나데시코 리그의 마이나비 베갈타 센다이에서 활동했다.

## 국가대표팀 경력
그녀는 2008년 FIFA U-17 여자 월드컵에 참가할 일본 U-17 국가대표팀에 발탁되었으며, 4경기에 출전했다.